# Мелла (река)
Ме́лла (итал. Mella) — река на севере Италии. Течёт по территории провинции Брешиа в восточной части Ломбардии. Левый приток реки Ольо.
Длина реки составляет 96 км.
Мелла начинается на высоте 1600 м над уровнем моря у горного прохода Пассо-дель-Манива на территории коммуны Коллио. От истока течёт в долине Тромпия до выхода на равнину в среднем течении возле города Брешиа. Генеральным направлением течения реки является юг. Впадает в Ольо возле Остиано.